# Zouping
Zouping, tidigare romaniserat Tsowping, är ett härad som lyder under Binzhous stad på prefekturnivå i Shandong-provinsen i norra Kina. Det ligger 71 kilometer nordost om provinshuvudstaden Jinan. 
Häradet är bland annat känt för att den kinesiska regeringen tillät västerländska samhällsvetare bedriva fältarbete på orten under en längre tid i slutet på 1980- och början på 1990-talet.